# Ceinture médio-islandaise

Carte des zones volcaniques de l'Islande avec la ceinture médio-islandaise (MIB, Mid-Iceland Belt) dans le centre.

La ceinture médio-islandaise est une région volcanique d'Islande regroupant plusieurs systèmes volcaniques constitués de volcans centraux et de bouches éruptives associées, témoins de l'activité volcanique de rifting dans le centre du pays. Elle constitue une portion émergée de la dorsale médio-atlantique et se prolonge vers l'ouest par la zone volcanique Ouest et la zone volcanique Est et vers le nord-est par la zone volcanique Nord, trois autres rifts.
Les systèmes volcaniques de la ceinture médio-islandaise sont, d'est en ouest :
- le Tungnafellsjökull avec comme volcan centraux le Tungnafellsjökull et Hágöngur ;
- l'Hofsjökull avec comme volcan centraux l'Hofsjökull et les Kerlingarfjöll.